# Hadena datis
Hadena datis là một loài bướm đêm trong họ Noctuidae.